# Fútbol gaélico

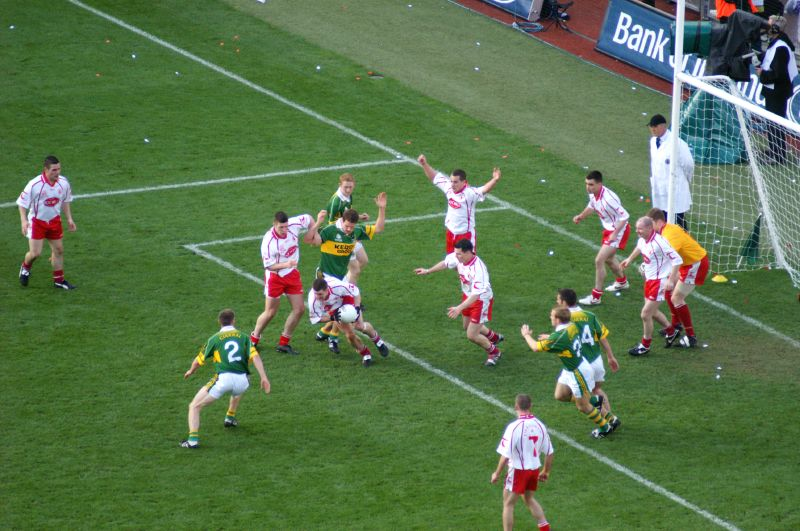
Partido en progreso entre Kerry y Tyrone.

El fútbol gaélico (en irlandés, Peil Ghaelach o Caid) es un deporte de equipo que se juega fundamentalmente en Irlanda y Escocia. Es el deporte más popular de Irlanda, junto con el hurling. El fútbol gaélico se juega en equipos de 15 jugadores en una cancha de césped rectangular con porterías en forma de H a ambos lados. El objetivo principal es anotar puntos pateando o golpeando el balón con las manos e introducirlo en el arco rival. El equipo con más puntos al final del encuentro gana.
Los jugadores tienen que avanzar por el campo llevando el balón en sus manos, dándole patadas cada 3-4 pasos y pasándosela entre ellos, ya sea golpeando la pelota con la mano o con el pie. El objetivo es meter gol (3 puntos) o pasar el balón por encima de la barra (1 punto).
El fútbol gaélico es uno de los cuatro Juegos Gaélicos regulados por la Asociación Atlética Gaélica (GAA), la mayor y más popular organización de este tipo en Irlanda. Posee reglas estrictas acerca de la condición de aficionado de los jugadores. La GAA organiza cada año las competiciones entre clubes y entre condados, de las cuales las más importantes son:
- La Liga Nacional de Fútbol Gaélico, que se disputa entre condados cada año entre febrero y abril desde 1926.
- Los campeonatos provinciales, que se disputan en formato de eliminatoria directa a partido único desde mayo a julio entre condados.
- El Campeonato Irlandés de Fútbol Gaélico, que comienza con los campeonatos provinciales y termina en septiembre. Este torneo es el torneo más prestigioso y antiguo (1887) de este deporte, y se disputa también entre condados.

Se cree que el juego proviene del antiguo fútbol irlandés conocido como caid, que se remonta al 1537, aunque el juego actual tomó forma en 1887.

## Reglas

Campo de fútbol gaélico.

Las reglas del fútbol gaélico son similares a las del fútbol australiano, aunque no iguales.
El campo es rectangular, de entre 130 y 145 metros de largo y entre 80 y 90 metros de ancho. Hay porterías con forma de H a ambos lados con una red en la parte inferior. El mismo campo se usa para hurling; la GAA regula ambos deportes.

### Duración
Todos los partidos duran 60 minutos, divididos en dos mitades de media hora cada una, con la excepción de partidos senior entre condados que duran 70 minutos (dos mitades de 35). Los empates se deciden jugando otra vez o añadiendo 20 minutos de tiempo adicional en dos mitades de 10 minutos.

### Equipos
Cada equipo posee 15 jugadores (un portero, dos corner-backs, un full-back, tres half-backs, dos centrocampistas, tres half-forwards, dos corner-forwards y un full-forward) y hasta 15 suplentes, de los cuales se pueden utilizar 5 por partido. Cada jugador se numera entre el 1 y el 15, comenzando con el portero, que debe utilizar una camiseta de otro color.

### El balón

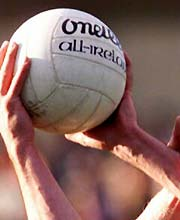
Balón reglamentario.

Se utiliza un balón de cuero, similar a uno de fútbol, pero ligeramente más pesado, y con gajos horizontales, no con hexágonos o pentágonos, y similares en apariencia a balones de voleibol. Se puede patear, así como ejecutar pases con las manos. Para realizar esto se golpea la pelota con los nudillos o el pulgar.
Las siguientes acciones son consideradas faltas técnicas:
- Tomar el balón directamente del suelo con las manos
- Arrojar la bola con las manos (sin golpearla)
- Caminar cuatro pasos sin soltar, rebotar o hacer soloing con el balón. (Soloing es un movimiento que consiste en patear la pelota hacia las propias manos del jugador)
- Rebotar el balón dos veces seguidas
- Realizar un pase de manos sobre un jugador contrario e ir a tomar el balón
- Convertir un gol realizando un pase de manos (de todas formas se puede hacer esto si el balón estaba en el aire)
- Bola cuadrada, una regla controvertida: si al momento que un atacante ingresa al área pequeña ya hay otro compañero allí, se otorga un tiro libre al equipo rival
- Cambiarse de manos el balón

### Puntuación
Si el balón pasa por encima del travesaño, se anota un punto y un juez levanta una bandera blanca; si pasa por debajo se anota un gol equivalente a tres puntos y un juez levanta una bandera verde. La portería está protegida por el portero. El resultado se registra con el formato {total de goles} + {total de puntos}. Por ejemplo, si un equipo marca 1 gol y 14 puntos, su resultado total son 17 puntos. El equipo que gana es el que alcanza la mayor puntuación total.

### Placajes
Se permiten placajes (o tackles) más duros que en fútbol, pero menos que los de rugby.
Se permite golpear la pelota de las manos del rival o empujarlo con los hombros, pero las jugadas siguientes son consideradas faltas:
- Usar ambas manos para realizar un placaje
- Empujar a un rival
- Derribar a un rival
- Agarrar a un oponente de la camiseta
- Bloquear un tiro con los pies
- Realizar un placaje deslizándose
- Tocar al portero en el área más pequeña
- Forcejear por un balón que está en las manos de un rival

### Reinicio del juego
- El partido empieza cuando el árbitro lanza el balón entre los cuatro centrocampistas.
- Después de que un delantero arroje la bola fuera de la portería y cruce la línea de meta, el portero deberá sacar desde la punta del área pequeña. Todos los jugadores deben estar detrás de la línea de los 20 metros en el momento del saque.
- Después de que un delantero haya anotado, el portero deberá sacar desde la línea de 15 metros. Todos los jugadores deben estar detrás de la línea de los 45 metros y fuera del semicírculo.
- Después de que un defensor tire la bola fuera de la portería y cruce la línea de meta, el equipo rival deberá sacar desde la línea de los 45 metros desde el lugar por el que salió el balón
- Después que un jugador haya sacado la pelota del campo de juego, el otro equipo puede realizar un sideline kick en el punto donde el balón salió del campo. La patada puede ser ejecutada desde el suelo o desde las manos.
- Después que un jugador haya cometido un a falta, el otro equipo puede realizar un free kick en el lugar donde se cometió la falta. El free kick puede ser ejecutado desde el suelo o desde las manos.
- Después de que un defensor haya cometido una falta dentro del área rectangular grande, el otro equipo puede realizar un penalty kick desde el suelo en el centro de la línea de los 17m. Solo el portero puede custodiar los "goles".
- Si varios jugadores están forcejeando por el balón y no está claro quién lo tenía en primer lugar, el árbitro puede optar por un saque neutral, lanzando el balón al aire entre dos jugadores que se encuentran uno frente al otro.

## Historia
Se cree que el juego proviene del antiguo fútbol irlandés conocido como caíd, que se remonta al 1597, aunque el juego actual se organizó de modo formal en el siglo XIX gracias a las reglas establecidas por la Asociación Atlética Gaélica (Gaelic Athletic Association GAA) en 1887. Existen ligas masculina y femenina.
Las finales de fútbol gaélico (All-Ireland Final) tienen lugar el tercer domingo de septiembre en el estadio Croke Park en la categoría sénior y junior (menores de dieciocho años). El ganador del campeonato masculino sénior recibe la copa Sam Maguire.
El condado que más veces ha ganado la final en la historia del fútbol masculino es Kerry con 36 copas, seguido de Dublín con 22.

### Ganadores recientes del Campeonato GAA de Irlanda
- 1990: Cork
- 1991: Down
- 1992: Donegal
- 1993: Derry
- 1994: Down
- 1995: Dublín
- 1996: Meath
- 1997: Kerry
- 1998: Galway
- 1999: Meath
- 2000: Kerry
- 2001: Galway
- 2002: Armagh
- 2003: Tyrone
- 2004: Kerry
- 2005: Tyrone
- 2006: Kerry
- 2007: Kerry
- 2008: Tyrone
- 2009: Kerry
- 2010: Cork
- 2012: Donegal
- 2013: Dublín
- 2014: Kerry (máximo ganador de las finales de la historia del deporte)
- 2015: Dublín
- 2016: Dublín
- 2017: Dublín
- 2018: Dublín

## Fútbol gaélico en el mundo
Fuera de Irlanda, encontramos clubs de deportes gaélicos asociados en Argentina, Asia, Australasia, Canadá, Estados Unidos, Europa continental y Gran Bretaña.
Si bien las normas de juego de cada campeonato son las mismas, la organización del campeonato es diferente en distintas zonas. 

### Asia
Los equipos de Asia-Pacífico (a excepción de Nueva Zelanda y Australia) y la región del Golfo se organizan bajo el Comité Regional de Asia (Asian County Board o Asian GAA).
Anualmente organiza un campeonato, la copa Asia (Asian Gaelic Games), que enfrenta a los equipos de todos los países de su jurisdicción para encontrar al campeón de Asia. La copa Asia se ubica cada año en un país diferente.

### Australia
El Comité Regional de Australia (Australia County Board o Australia GAA) es uno de los comités regionales de la GAA fuera de Irlanda y se encarga de organizar los deportes gaélicos en Australia y Nueva Zelanda.
El comité se subdivide por regiones en Nueva Gales del Sur, Nueva Zelanda, Queensland, Australia Meridional, Victoria y Australia Occidental.

### Argentina
Los deportes gaélicos, llevados a Argentina por los inmigrantes irlandeses del siglo XIX, comenzaron a resurgir en 2009, cuando el Hurling Club organizó los primeros summer camps de hurling y fútbol gaélico. En principio solo jugaban los más chicos, pero en 2013 llegó una invitación desde Irlanda para participar del festival The Gathering y entonces se conformó el equipo de adultos.
De los trece jugadores que conformaron la Selección Argentina campeona en el mundial de 2015 en Abu Dhabi, nueve son ex rugbistas con pasado en el club. El hecho de haber compartido una cancha durante años, sumado a las destrezas obtenidas desde jóvenes con la pelota ovalada, simplificó la tarea a la hora de disputar los partidos.
San Isidro Gaélico GAA.
En 2017, un grupo de deportistas vecinos de la localidad de San Isidro, provincia de Buenos Aires, fundaron en modo autónomo el club San Isidro Gaélico. Este club tiene por misión central la práctica y difusión del deporte gaélico regido por la Asociación Atlética Gaélica de Irlanda ("GAA"). Tiene su sede en la ciudad de San Isidro (Buenos Aires). En junio de 2017 se disputó el primer partido oficial en el país, entre San Isidro Gaélico y Hurling Club, en cancha de este último.
La Unidad Cuenca del Plata GAA.
Fiel a su misión, el club San Isidro Gaélico promovió el deporte gaélico en su área de influencia y presentó el fútbol gaélico en el entonces centenario Club Atlético de San Isidro y en la Asociación de Padres y Ex Alumnos del Colegio Labardén de San Isidro. Así, en 2018 los equipos de estas tres entidades formaron la Liga o Unidad Cuenca del Plata GAA. Con posterioridad se sumó a la Unidad el equipo de Bulfin formado básicamente por jugadores irlandeses que viven en Buenos Aires y alrededores.
La Unidad Cuenca del Plata GAA con sede en provincia de Buenos Aires está abierta a los equipos de América del Sur que pudieren surgir. Esta Unidad organiza entrenamientos periódicos y conjuntos destinados a todos los integrantes de sus equipos. Se llevan a cabo en la zona de la ribera de San Isidro junto al Río de la Plata y son coordinados por San Isidro Gaélico. Los entrenamientos van dirigidos no solo a las divisiones caballeros mayores sino que también incluyen divisiones infantiles, juveniles y damas. Esta Unidad organiza anualmente el Torneo de Liga de fútbol gaélico en el que participan las divisiones mayores de caballeros de los cuatro equipos que la integran. Además estos equipos disputan tradicionalmente dos Copas en el año. La Copa Río de la Plata en la primera mitad de la temporada y la Copa Almirante Guillermo Brown en la segunda mitad del año. Los encuentros tienen lugar habitualmente en instalaciones del Club Atlético de San Isidro.   
La Liga o Unidad Cuenca del Plata GAA cuenta con su participación en los Juegos Gaélicos Mundiales organizados en Irlanda por la GAA. Lo hizo en 2019 en Waterford  representada por el equipo de San Isidro Gaélico con gira previa por Belfast (jugando con el club  Carryduff), Sligo (jugando con Coolera Strandhill), Galway (jugando con Moycullen y Cortoon Shamrocks) y Clare (jugando con Clarecastle). Ya en el año 2023 el equipo de la Cuenca participó en los Juegos con sede en el condado de Derry con gira previa por la península ibérica, jugando en Lisboa, Portugal, con los Celtíberos y en las afueras de Santiago de Compostela, Galicia, España, con un equipo combinado local.

### Canadá
El Comité Regional de Canadá (Canadian County Board o Canada GAA) es uno de los comités regionales fuera de Irlanda que se encargan de organizar los deportes gaélicos en Canadá.
Hay un total de quince clubes afiliados repartidos por diez ciudades de Canadá. En algunas épocas, los clubes de Toronto y Ottawa han competido en la liga de la NACB.

### Estados Unidos
El Comité Regional de América del Norte (NACB o North American GAA) es uno de los comités regionales fuera de Irlanda y se ocupa de los deportes gaélicos en todo Estados Unidos excepto la ciudad de Nueva York, que está controlada por el GAA de Nueva York.
En 2005, había 110 clubs registrados repartidos en más de 30 ciudades del área de la NACB. Estos clubes participan en campeonatos por división que les cualifican para la final norteamericana en sus respectivos deportes y niveles de competición. 

### Europa Continental
El Comité Europeo de Deportes Gaélicos (en irlandés: Cumann Luthchleas Gael na hEorpa), ECB o Europe GAA) es uno de los comités regionales fuera de Irlanda y se ocupa de organizar los deportes gaélicos en Europa continental.
En 2010, catorce países de Europa Continental cuentan con algún equipo de deportes gaélicos, principalmente de fútbol gaélico. La competición se juega en rondas de un día que tienen lugar cada vez en un país diferente.

### España
En España hay los siguientes equipos de fútbol gaélico que han competido en algún Campeonato Ibérico: Barcelona Gaels, Madrid Harps, Sant Vicent GAA (Valencia), Marbella Costa Gaels, Eire Og Sevilla, Gibraltar Gaels, Madrid O'Donnell y el GFC Sitges más los extintos Pamplona Naomh Fermín y Gaelicos do Gran Sol.

### Galicia
Galicia cuenta con Liga oficial masculina reconocida por la GAA y organizada por la Asociación Galega de Fútbol Gaélico (reconocida oficialmente en 2013 por la Convención Europea de Deportes Gaélicos), en la que juegan los clubs Fillos de Breogán (La Coruña), Independiente + Lume de Beltane (Poio), Lorchos FG (Barbanza), Estrela Vermelha y su filial Estrela Gaels (Santiago de Compostela), Auriense FG (Orense), Keltoi  (Vigo) y Turonia (Gondomar). En la primera Liga formato 7v7 quedó campeón el Braithreachas. Las siguientes ligas, ya a formato completo (11v11 o 9v9), se saldaron con cuatro títulos para el Estrela Vermelha compostelano y dos para el Irmandinhos La Estrada.
Galicia tiene, además, una pequeña liga femenina de un alto nivel competitivo, pues la selección gallega ha ganado en los últimos años un Campeonato de Europa y ha quedado en tercera posición en los Juegos Mundiales de fútbol gaélico. La Liga Galega cuenta con los equipos Auriense FG (Orense), Fillas de Breogán (La Coruña), Estrela Vermelha (Santiago de Compostela), Herdeiras de Dhais (Lalín), Turonia (Gondomar), Independente (Vigo) e Irmandinhas (La Estrada).
Estos combinados participan no solo en la Liga y Copa gallegas, sino también en los Juegos Ibéricos contra equipos españoles y en los Paneuropeos, dónde se miden a los mejores clubes del Viejo Continente.
Por otro lado, Galicia cuenta con selección nacional oficial (reconocida por la GAA), que tiene la posibilidad de jugar cualquier partido internacional. De hecho ya ha participado en el mundial de 2015 en Abu Dhabi, donde la selección masculina de Galicia quedó subcampeona tras perder con Argentina.

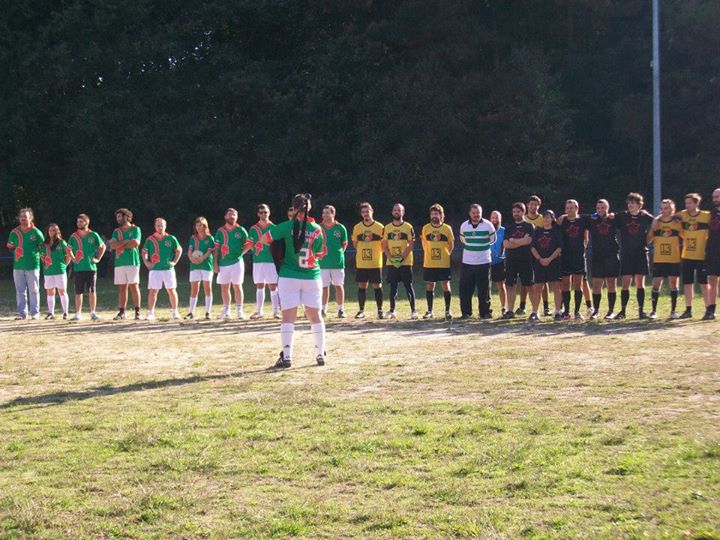
I Jornada de la Liga Gallaecia.

 La selección femenina ha ganado el Europeo de Lorient 2018 y ha quedado en tercer lugar en los Juegos Mundiales de Waterford 2019. La selección masculina ha conseguido el segundo puesto en el Europeo de Lorient y cayó eliminado en cuartos de los Juegos Mundiales de Waterford 2019. 
También existe un grupo de equipos que optan por competir mujeres y hombres bajo las mismas normas (las oficiales de la GAA para los equipos masculinos, aunque no es una liga reconocida por este organismo) para fomentar la igualdad de género en materia deportiva. A esta liga se la conoce como Liga Gallaecia, y se formó a mediados del año 2013. Los equipos que optan por esta opción son Suevia FG de Compostela, Ambílokwoi de Vigo, Afiador@s de Orense, Torques de Lugoslavia de Lugo, Cascarilha de La Coruña, Condado Gaélico de Las Nieves, Gróvios FG de El Bajo Miño, Fusquenlha FG de Pontedeume, Buril FG de Sarria y Fanecas Bravas FG de Curtis. El equipo mixto de Pontevedra, Corvos, llegó a entrenar durante unos meses, pero el proyecto quedó paralizado (véase una entrevista al club Pontevedra FG).
Estos equipos han creado la primera liga mixta de la historia del fútbol gaélico: la Liga Gallaecia. Fue presentada en Santiago de Compostela el 7 de agosto de 2013, jugando en agosto varios partidos de pretemporada en Meira en el marco de las Olimpiadas Rurais. Algunas jornadas de Liga se desarrollan en una misma localidad, donde se celebran dos o tres partidos. La primera jornada se celebró en Lugo el 5 de octubre de 2013, con los encuentros Torques de Lugoslavia vs Afiadoras de Ourense y Cascarilha de La Coruña vs Suévia de Santiago de Compostela. Existen 2 competiciones mixtas gallegas dentro de la Liga Gallaecia (2017), divididas entre la zona Norte y la zona Sur. 
Además, los equipos gallegos ya se expanden fuera de su comunidad. Con la creación en Barcelona del equipo gallego Gaélicos do Gran Sol en marzo de 2015, este equipo pasó a ser junto con Barcelona Gaels y Sitges Eagles uno de los tres equipos de fútbol gaélico de Cataluña, y el primer equipo gallego que nace fuera de su comunidad. Después de los partidos comen pulpo.[cita requerida]

### Reino Unido
El Comité Británico de la GAA (en irlandés: Cumann Lúthchleas Gael An Bhreatain) organiza los deportes gaélicos en Gran Bretaña. El Comité Británico es responsable de las siete regiones de Gran Bretaña (Escocia se cuenta como región y no como país).
Londres compite en el Campeonato de Hurling de All-Ireland con parte de Úlster y en el Campeonato de Fútbol All-Ireland como parte de Connacht.